# Parochromolopis psittacanthus
Parochromolopis psittacanthus is een vlinder uit de familie van de borstelmotten (Epermeniidae). De wetenschappelijke naam van de soort is voor het eerst geldig gepubliceerd in 1980 door Heppner.